# Salvador Cabañas
Salvador Cabañas Ortega, född 5 augusti 1980 i Asunción, är en paraguayansk före detta fotbollsspelare, anfallare.
Cabañas proffskarriär inleddes i paraguayanska 12 de Octubre 1998. Ett par år senare gick han till Audax Italiano  i Chile där han skytteligan 2003. Nästföljande klubb blev mexikanska Jaguares de Chiapas där han stannade till 2006 då han valde Club América. Cabañas vann skytteligan i 2007 års upplaga av Copa Libertadores. Han blev även utnämnd till Sydamerikas bästa fotbollsspelare 2007.

## Skottskada
Den 25 januari 2010 omkring klockan 5.00 på morgonen sköts Cabañas i huvudet på en nattklubb i Mexico City. Senare samma dag skickades han för kraniotomi, men läkarna beslöt att det vore för riskabelt att operera bort kulan, som satt långt bak i hjärnan. Enligt Cabañas läkare har han fått problem med korttidsminnet efter skottet; han minns vem han är, men inte vad han gjorde i går. Läkaren säger vidare att man inte vet när och om Cabañas kommer att tillfriskna helt från skadan.